# Università di Tromsø
L'Università di Tromsø - Università artica della Norvegia (in norvegese Universitetet i Tromsø – Norges arktiske universitet) è l'università più a nord nel mondo. Situata nella città di Tromsø, in Norvegia, è stata fondata nel 1968 e aperta nel 1972. È una delle dieci università del Paese e rappresenta la più grande istituzione di formazione e ricerca della Norvegia settentrionale. La sua collocazione ne fa la sede naturale per lo sviluppo degli studi sull'ambiente naturale, la cultura e la società della regione.
Le attività universitarie hanno fra le principali aree d'interesse la ricerca sull'aurora polare, le scienze dello spazio, le scienze della pesca, le biotecnologie, la linguistica, il multiculturalismo, i Sami, la telemedicina, l'epidemiologia e un ampio spettro di progetti di ricerca sull'Artide. La stretta vicinanza del Norsk Polarinstitutt (Istituto Polare Norvegese), del Havforskningsinstituttet (Istituto norvegese di Ricerca Marina) e altri enti del FRAM - Nordområdesenter for klima og miljøforskning (Centro di ricerca sul clima e l'ambiente dell'alto Nord) accresce il peso e l'importanza di Tromsø come centro di ricerca internazionale sull'Artide. Le attività di ricerca, tuttavia, non sono limitate alla zona artica, e i ricercatori universitari lavorano su un'ampia gamma di materie, venendo riconosciuti a livello nazionale e internazionale.
Negli anni Duemila, l'Università di Tromsø si è fusa con diversi istituti di formazione superiore: il I gennaio 2009 con la Høgskolen i Tromsø; il I agosto 2013 con la Høgskolen i Finnmark, cambiando appunto il nome in Università di Tromsø - Università artica della Norvegia, aggiungendo quindi i campus di Alta, Hammerfest e Kirkenes; il I gennaio 2016, è avvenuta la fusione con la Høgskolen i Narvik e quella di Harstad. L'Università ha quindi ora campus in sei diverse località della Norvegia settentrionale, anche se quello di Tromsø rimane il più importante.

## Facoltà e altre unità

### Facoltà
- Facoltà di scienze della salute
- Facoltà di scienze e tecnologie
- Facoltà di lettere, scienze sociali e scienze della formazione
- Facoltà di bioscienze, pesca ed economia
- Facoltà di belle arti
- Facoltà di giurisprudenza
- Facoltà di sport, turismo e lavoro sociale

### Altre unità
- Norges arktiske universitetsmuseum (Museo universitario di Tromsø)
- Universitetsbiblioteket (Biblioteca universitaria di Tromsø)
- Barentsinstituttet (Istituto Barents), che fa parte dell'Università dal 2012.[3]

## Dottori honoris causa
- Narve Bjørgo, Norvegia (2008)
- Ole Henrik Magga, Norvegia (2008)
- Barbara Neis, Canada (2008)
- Steven Pinker, USA (2008)
- Ottar Brox, Norvegia (2003)
- Erica I.A. Daes, Grecia (2003)
- Tor Hagfors, Norvegia (2003)
- Nawal el-Saadawi, Egitto (2003)
- Tenzin Gyatso, XIV Dalai Lama, Tibet (2001)
- Mordechai Vanunu, Israele (2000)
- William Nygaard, Norvegia (1998)
- Salman Rushdie, Gran Bretagna (1998)
- Mikhail Gorbachev, Russia (1998)
- Robert Paine, Canada (1998)[4]
- Susanne Romaine, Inghilterra (1998)
- Rigoberta Menchú Tum, Guatemala (1996)
- Carsten Smith, Norvegia (1995)
- Desmond Mpilo Tutu, Sud Africa (1994)
- Jørn Dyerberg, Danimarca (1993)
- Torstein Bertelsen, Norvegia (1993)
- Georg Henrik von Wright, Finlandia (1993)
- Ragnhild Sundby, Norvegia (1993)
- Helga Marie Hernes, Norvegia (1993)
- Parzival Copes, Canada (1993)
- Amy van Marken, Paesi Bassi (1987)
- Kjell Bondevik, Norvegia (1982)
- Peter F. Hjort, Norvegia (1982)

## Docenti eminenti
- Nils Jernsletten[5]
- Jelena Porsanger (born 1967), etnografa sami e rettrice universitaria

## Alumni eminenti
- Monica Kristensen Solås, glaciologa, meteorologa, esploratrice polare e scrittrice di romanzi gialli.[6]
- Sandra Márjá West (nato nel 1990), politica e manager del festival di Riddu Riđđu

## Logo
I corvi del logo sono Huginn e Muninn. Nella mitologia norrena essi viaggiano per il mondo per conto di Odino, riportando notizie e informazioni. Huginn rappresenta il pensiero e Muninn la memoria. I corvi sono un antico simbolo norreno, che si ritrova, per esempio, sullo stendardo del corvo.